# Joseph Jasgur
Joseph Jasgur (23 marzo 1919 – Orlando, 21 marzo 2009) è stato un fotografo statunitense.

## Biografia
Fotografo di fama mondiale nella seconda metà del XX secolo, la sua fama è dovuta principalmente per aver fatto uno dei primi servizi fotografici a Marilyn Monroe quando non era ancora celebre. Il fotografo all'epoca in cui scattò quelle foto lavorava per l'Hollywood Citizen-News, e l'accolse nel suo studio fotografico a Los Angeles nel 1946.
Per riottenere i diritti di quelle foto lavorò per molto tempo, sino agli ultimi anni della sua vita, trascorsi in Florida dove si trasferì dal 1990.